# Bernardo Grosser
Bernardo Grosser (Kamionka Wielka, 2 ottobre 1906 – 15 maggio 2003) è stato un dirigente d'azienda polacco naturalizzato italiano, ebreo, dirigente della DELASEM dapprima in Italia dal 1939 al 1943, quindi in Svizzera durante il periodo dell'occupazione tedesca e di nuovo in Italia nel dopoguerra.

## Biografia
Berl Grosser, il più giovane di 7 fratelli e sorelle, nasce nel 1906 in una piccola città, Kamionka Wielka, nell'allora Impero austro-ungarico, ora in Ucraina. Nel 1910, la famiglia emigra in Germania e si stabilisce nella città di Zwickau. Grosser completa gli studi e nel 1925, a 19 anni, apre una piccola impresa di commercio in un villaggio vicino.
Per sfuggire alle persecuzioni antiebraiche successive alla presa di potere del regime nazista, Grosser lascia la Germania nel 1936 per vivere a Bruxelles in Belgio e quindi a Parigi in Francia, sperando di trovarvi rifugio sicuro. Per un breve periodo, lavora come venditore per il noto grande magazzino di Parigi Galeries Lafayette.
Come cittadino polacco, Grosser non era protetto contro le restrizioni anti-immigrazione in Francia. Si vede così costretto a lasciare Parigi nel 1938 a causa dell'impossibilità di prolungare il suo permesso di soggiorno. Giunge a Milano a metà agosto 1938. L'intento era di ottenere un visto dalle autorità francesi per rientrare a Parigi. La promulgazione delle leggi razziali fasciste rendono impraticabile il suo progetto. Le nuove norme prevedono anche che entro sei mesi dalla data del decreto, il 1 settembre 1938, tutti i rifugiati ebrei senza lavoro siano espulsi e debbano rientrare nei loro paesi di origine. 
Grosser non si perde d'animo. Abituato a padroneggiare diverse lingue (parlava fluentemente yiddish, tedesco, ebraico, francese e inglese) entro tre mesi è in grado cavarsela sufficientemente bene anche con l'italiano. La ricerca di un posto di lavoro lo mette in contatto con Raffaele Cantoni che nel 1935 a Milano aveva fondato un'organizzazione di aiuto per i rifugiati ebrei, il COMASEBIT (Comitato Assistenza Emigrati Ebrei in Italia). Grazie alle sue conoscenze linguistiche, il rifugiato polacco trova così lavoro come interprete e operatore a sostegno di altri rifugiati.
Il COMASEBIT viene ufficialmente sciolto dalle autorità italiane nell'aprile 1939, che mal sopportavano l'indipendenza dell'organizzazione guidata da un dichiarato antifascista come Raffaele Cantoni. Le attività del gruppo milanese in favore dei profughi continuano comunque, tollerate dalla Questura. Le migliaia di rifugiati ebrei necessitano infatti assistenza che lo stato fascista non era in grado né intendeva loro offrire. Alla fine il presidente dell'UCEI Dante Almansi riesce ad ottenere nel novembre dello stesso anno l'autorizzazione di poter formare un'organizzazione nazionale, la DELASEM, questa volta sotto il controllo diretto dell'UCEI, con sede a Genova, presieduta da Lelio Vittorio Valobra.
Nella nuova organizzazione Bernardo Grosser viene chiamato a ricoprire il ruolo di segretario aggiunto assieme al triestino Enrico Luzzatto Pardo. Da Genova la DELASEM coordina l'assistenza ai rifugiati presenti in Italia ed organizza l'espatrio clandestino verso la Spagna. I fondi provenivano dalla Svizzera dall'American Jewish Joint Distribution Committee. Con l'entrata dell'Italia in guerra nel 1940, la situazione si fa più difficile. L'espatrio è impossibile e gli ebrei "stranieri" residenti in Italia vengono inviati in campi di internamento o al soggiorno coatto. Migliaia sono i nuovi arrivi soprattutto dalla Croazia.
Fino all'estate 1943 comunque l'Italia resta un luogo di rifugio sicuro per gli ebrei. La DELASEM si trova a dover gestire i bisogni degli internati nei numerosi Campi per l'internamento civile nell'Italia fascista sparsi un po' in tutta Italia, ma presenti soprattutto nel Meridione, tra cui i più grandi furono quelli di Ferramonti di Tarsia in Calabria e di Campagna in Campania. I fondi provengono in prevalenza dalle organizzazioni ebraiche internazionali attraverso la Svizzera, ma per il 30%-40% sono raccolti tra le famiglie ebree italiane.
Tutto cambia con l'8 settembre 1943, l'occupazione tedesca e la nascita della Repubblica Sociale Italiana. Gli ebrei (senza alcuna distinzione tra italiani e stranieri) sono considerati ora "nemici" dal nuovo regime, e destinati alla deportazione e allo sterminio. Gli uffici della DELASEM sono chiusi, ma non prima che Valobra ne abbia trasferito gli archive, i fondi (oltre 100,000 lire dell'epoca in aggiunta a quelli che continueranno a giungere con regolarità dalla Svizzera) e le funzioni al Card. di Genova Pietro Boetto e al suo segretario don Francesco Repetto, garantendo così la prosecuzione delle attività della DELASEM per tutta la durata del conflitto.
Costretto alla clandestinità, Bernardo Grosser si rifugia dapprima in una paesino della montagna ligure, Teriasca, nell'entroterra genovese (oggi frazione del Comune di Sori). Quindi da lì raggiunge Milano, dove viene nascosto per alcune settimane in casa di Giovanni Barbieri, un antifascista repubblicano, riuscendo alfine a varcare illegalmente il confine con la Svizzera il 30 dicembre 1943. In Svizzera Grosser ritrova Valobra e Cantoni e con loro forma un comitato DELASEM come sezione speciale dello Swiss Committee for Jewish Refugees così da continuare ad aiutare i tanti ebrei rifugiatisi in Svizzera dall'Italia. Per tutta la durata della sua permanenza in svizzera, fino alla fine della guerra nel 1945, Grosser svolge un lavoro prezioso di coordinamento, occupandosi in particolare dei bambini per la maggior parte ospitati presso famiglie svizzere. Perché essi non dimentichino la loro identità ebraica, alla fine del 1944 è istituita per loro una scuola a Weggis, vicino a Lucerna. Grosser insegna ai bambini canzoni, tiene lezioni su argomenti ebraici, invita un rabbino per l'assistenza religiosa. È qui che Grosser incontra la sua futura moglie, Vittoria Brunner, una rifugiata che era fuggita con la sua famiglia da Trieste dove era nata. Nel maggio del 1945, Grosser è nominato direttore amministrativo della scuola dove rimane fino all'agosto del 1945, quando rientra in Italia. 
Bernardo Grosser si sposa nel dicembre 1945. Nel 1946 nasce il figlio Donato e nel 1951 la figlia Judith. Dall'ottobre 1945 al luglio 1946 lavora a Milano presso il palazzo della Montecatini per l'American Jewish Joint Distribution Committee per l'assistenza ai numerosi profughi ebrei di passaggio di Italia in attesa di emigrare in Palestina.    
Tornato alla vita civile, Grosser sfrutta le sue capacità di gestione organizzativa e nel 1948 fonda un'azienda per la produzione di fazzoletti con il sostegno finanziario di Astorre Mayer. L'azienda viene chiamata Gromas. Nel 1949 viene assunto dal Gruppo Bustese, di proprieta' dei soci Schapira e Toniella e diventa direttore fondatore della divisione Santoflex che produce materie plastiche. Nel 1957 prende la cittadinanza italiana in quello che descrisse come "uno dei giorni più belli della mia vita".
Grosser va in pensione nel 1972 all'età di 66 anni e si trasferisce con la famiglia a Gerusalemme, dove continua a lavorare come consulente autonomo per una società di ricerche di mercato. Fonda la società israeliana di storia postale e Kol Ha Italkim, una rivista per ebrei immigrati dall'Italia. È attivo in Care for the Needy, un'organizzazione caritativa che operava a Rehavia. Nel 1985 incontra a Roma al Quirinale l'allora Presidente della Repubblica Italiana Sandro Pertini per presentargli un documento firmato da oltre 1.000 ebrei provenienti dalla Jugoslavia che si erano salvati in Italia grazie all'azione della DELASEM. Il 27 maggio 1992 rilascia una dettagliata audio-intervista a Liliana Picciotto per gli archivi del Centro di Documentazione Ebraica Contemporanea di Milano, in cui ripercorre la sua intera biografia. Muore nel maggio 2003, a 96 anni. Una relazione dettagliata sulle attività svolte da Bernardo Grosser per la DELASEM è stata redatta dal figlio Donato e consegnata nel 2013 agli archivi dello United States Holocaust Memorial Museum .